# SATURDAY ON THE WAY
『SATURDAY ON THE WAY』（サタデー・オン・ザ・ウェイ）は、2006年4月1日 - 2009年9月26日まで放送していた土曜日朝のJFN系のラジオ番組。基本的な放送時間は、6時00分 - 8時55分（JST。2009年4月 - ）。かつてのスタート時間は5時00分だったが、「ON THE WAY ジャーナル」がスタートした2009年1月からは5時30分スタートに繰り下がり、2009年4月からは3年ぶりにRADIO JAPAN時代の放送枠に戻ったことになる。番組内では「サタオン」と略される。
また、この番組のスタートと同時に、TOKYO FMでのネットも開始されたが、2008年3月29日をもって打ち切られた。TFMの週末番組ネットはRADIO JAPAN onSunday以来だった。ちなみに番組で使用されるジングルがFM OSAKAのステーションジングルと非常に似ている。
2009年9月26日をもって終了。「FMさわやかスタジオ」から土曜朝の顔として親しまれてきた伊津野亮はこの番組を最後に同時間帯から卒業している。
なお、NACK5の同名の番組とは無関係で、内容も異なる。

## タイムテーブル

### 6時台
- 6:00　オープニング
最近は曲から入って、トークと入る
- 6:07　Headline news
- 6:10　Weather Information
全国の天気予報
- 6:12　Today's PICK UP
- 6:21　スポーツニュース
- 6:30　スポーツ紙チェック・新聞ひろい読み
スポーツ紙一面の紹介
- 6:41　メッセージ紹介
- 6:45　Traffic Report（トラフィック・リポート）
東北から九州までの全国の高速道路の交通情報を伝える。
- 6:56　メッセージ紹介

### 7時台
- 7:00　Headline News
- 7:07　Move On Sports
スポーツニュースとゴルフ情報を放送
- 7:17　メッセージ紹介
- 7:22　【ローカル枠／JFNからはBGM】※1
- 7:29　Weather Information（ウェザーインフォメーション）
日本気象協会所属の気象予報士が気象情報を伝える。気象情報を伝えた後に伊津野と会話する。話の内容は前番組と同じように原則気象の話題になる。ただし、坂上が担当の時は野球（特に阪神）の話題になる。一時伊津野との会話がない時期があったが、女性の方が担当するようになってしばらく経ったら「クリスマスの予定とかは？」等の質問を伊津野がカットインしてするようになった。
- 7.32　WEEKLY NEWS（ウィークリー・ニュース）
1週間のニュースの中から伊津野の気になるニュースを取り上げる。
- 7:42　メッセージ紹介
- 7:55　エンディング
  - 岩手・栃木・富山・佐賀・熊本・大分・広島・ 飛び降り

### 8時台
- 8:00　青森が再び飛び乗り　岡山･香川･滋賀が飛び乗り
- 8:08　エンタの殿様
気になるエンタメ情報をピックアップ。
- 8:15　山口 一旦飛び降り
- 8:20　【ローカル枠】※2
- 8:25　What's Today
過去の今日に起きた出来事と誕生日の有名人を紹介。
  - 青森・群馬・兵庫・長野・鹿児島飛び降り
- 8:30　Saturday Morning Fever（サタデー・モーニング・フィーバー）
土曜の朝、過去にヒットしたディスコソングや気分を盛り上げられる曲を3曲ノンストップオンエア。このコーナーは、以前（SATURDAY KICK OFF!〜歌ってお出かけベスト30〜 (TFM) 時代）に、同名コーナーが鈴木啓三郎、斎藤リョーツの司会で放送していた。なお、2007年3月までは7:30頃に放送していた。
岐阜（2007年10月より）飛び降り、山口・徳島 再び飛び乗り
この時間からゲストを呼ぶ場合もある。
- 8:42　中みつ美のなかなかやるっ！
中みつ美が気になるあらゆるジャンルの情報を紹介。
- 8:52　エンディング

### TFMネット時代：TOKYO FM 6:40 - 7:00のコーナー
東京エリアではかつて5:00（第2土曜6:00） - 7:00に放送をしていた。その内、下記の時間は番組本編から一時的に飛び降りる状態となった。内包扱い。なお、5:50と6:19にもトラフィックリポートを放送した。
- 6:40　オトコの背中（トムセン陽子とゲストのトーク。ただし、トムセンはサタオンにも出演した。）
エンディングのBGMに被せてTOKYO FMオリジナルの「降りコメント」を挿入
- 6:55　TOKYO UPDATE
- 6:57　TOKYO FM トラフィックリポート

### ローカル枠放送内容
- ※1の枠（7時台）
  - 鹿児島：μパブリック／熊本：POWER WAVE／滋賀：交通情報／大阪：Traffic Report（TBCタブチ提供）&HIT STREET／岩手：FM岩手ニュース
- ※2の枠（8時台）
  - 山口：道路交通情報／滋賀：交通情報／三重：レディオキューブ トラフィック／新潟：N-Pro／山形：Monthly Hot Play
- そのほかの時間帯
  - 山口：8:25- PUSH ONE
  - 山陰：7:50- ゴルフ・ショート・ショット◇7:55- ウェザーリポート
  - 山形：7:50- 音のゆりかご
  - 秋田：5:55- 心のともしび
  - 青森：7:30- 失敗しない青森の家づくり◇7:41- ビバ!地球市民◇7:55- 防災インデックス〜その時のために
  - 大阪：7:50- Traffic Report

### コーナー終了
- Soccer Worldcup Information（サッカーワールドカップ・インフォメーション）
サッカーのワールドカップ情報を放送
- Golfer's Navi（ゴルファーズ・ナビ） 
7:00 - 7:25頃にかけてゴルフにまつわる情報と懐かしの曲を中心に放送。スポーツニュースはここで放送。ゴルフコーナーは、以前（SATURDAY KICK OFF!〜歌ってお出かけベスト30〜 (TFM) 時代）に、「三建設備工業ゴルファーズインフォメーション」というコーナーがあった。
○00　Sports News（スポーツ・ニュース） ▽土曜朝のスポーツニュース。この後に曲とCM枠をはさむ
○07　Weekend Score（ウィークエンド・スコア） ▽土曜に行われているゴルフのスコアを放送。一旦曲を挟む
○13　One point Golf sesson（ワンポイント・ゴルフセッション）　▽ゴルフにまつわる情報を凝縮して放送

## パーソナリティー
- 伊津野亮（前番組「RADIO JAPAN」時代からの流れ）
- トムセン陽子（2008年3月29日まで）
- 中みつ美（2008年4月5日から）

なお、従来はこの時間の女性パーソナリティーは、この番組の後の『JFNニュース』のキャスターを引き続き担当したが、この番組の後には担当しない（担当は2006年4月現在、デイリーフライヤーパーソナリティーの大橋俊夫で、前座番組のDAYBREAK FRIDAYに引継ぎ出演）。
前番組までと違って、トムセンないしは中が番組の全体進行を担うことになり、伊津野より先に自己紹介していた。ただし、スポーツコーナーやWeekly News、Saturday Morning Feverはそのまま伊津野が進行。

## ネット局（2009年4月 - ）
- ★は一部時間帯で「サタオン」を中断してミニ番組を放送。カッコ内の番組は中断時に放送される内包番組。なお、以下の「飛び降り」は、「サタオン」を放送枠中 (6:00 – 8:55) に終了させることを示す。
- 上記のタイムテーブルにもあるように、7:20過ぎと8:20過ぎは地域情報を挿入できるようになっており、JFNCからはCM枠よりも長く3 - 4分BGMを配信している。
- 2009年春からはスタート時間が6:00に繰り下がったため、6:00飛び乗りだった地域の飛び乗りは解消されたが、逆にFM OSAKA制作の「Kei's Weekend Tee Shot」の放送開始が20分繰り上がって6:00スタートとなった為、大阪の番組をネットする岡山・香川・滋賀では8:00スタートに短縮され、ネットする枠がなくなった徳島・大阪では2009年3月でネットを打ち切った。また、静岡も新たに自社番組を開始する（開始しなければたった20分の放送となっていた）事に伴って徳島・大阪と同時にネットを打ち切った。

### フルネット
- FM沖縄
- ★μFM（エフエム鹿児島）（7:20 μパブリック）
- JOY FM（エフエム宮崎）
- ★fm nagasaki（エフエム長崎）（8:18 快適生活ラジオショッピング）
- Hi-Six（エフエム高知）
- ★FMY（エフエム山口）（8:20 道路交通情報◇8:25 PUSH ONE）
- ★V-air（エフエム山陰）（7:55 ゴルフ・ショート・ショット）
- ★FM三重（8:20 レディオキューブトラフィック）
- Radio80（岐阜エフエム放送）
- FM福井
- Hello Five（エフエム石川）
- ★FM長野（8:25 県政インフォメーション＆ワンポイントガイド）
- ★FM-NIIGATA（新潟）（7:55 Nice Town にいがた◇8:21 N-PRO）
- FMふくしま
- ★Boy FM（エフエム山形）　（7:50 音のゆりかご◇8:21 Monthly Hot Play）

### 飛び乗り

#### 8:00から
- Be fine（エフエム香川）
- FM-OKAYAMA（岡山）
- e-radio（エフエム滋賀）（8:21 交通情報）

### 飛び降り

#### 7時台途中終了
- Air-Radio（エフエム大分） ( - 7:54)
- HFM（広島エフエム） ( - 7:55)
- エフエム青森 ( - 7:55)

#### 8:00まで
- ★FMK（エフエム熊本）（7:22 POWER WAVE）
- レディオ・ベリー（エフエム栃木）
- AFM（エフエム秋田）
- ★FMとやま（7:24 杉本英世のゴルフクリニック）

#### 8時台途中終了
- FMS（エフエム佐賀） ( - 8:25)
- ★Kiss-FM KOBE（兵庫）（ - 8:25／7:23 Kiss-FM HOME DOCTOR）
- FMぐんま（ - 8:30）
- ★エフエム岩手（ - 8:30／7:21 FMインフォメーション◇7:55 昭和ノスタルジア）

## JFN過去ネット番組
- FMさわやかスタジオ
- MORNING CUBE〜SATURDAY NETWORK〜
- RADIO JAPAN